# Elena Baltacha
Elena Sergeevna Baltacha, ukr. Олена Сергі́ївна Балтача (ur. 14 sierpnia 1983 w Kijowie, zm. 4 maja 2014 w Ipswich) – brytyjska tenisistka pochodzenia ukraińskiego.
Miała na koncie zwycięstwa w 11 turniejach ITF w singlu oraz 4 w deblu. W turniejach wielkoszlemowych najdalej zachodziła podczas Wimbledonu 2002, Australian Open 2005 oraz Australian Open 2010 – w każdym przypadku osiągała trzecie rundy, przegrywając odpowiednio z Jeleną Lichowcewą, Silvią Fariną Elią i Dinarą Safiną.

## Życie prywatne
Urodzona w Kijowie w wieku 6 lat przeniosła się z rodziną do Ipswich. Po roku przeprowadzili się do Szkocji. Później mieszkała w Londynie.
Baltacha pochodziła ze sportowej rodziny. Jej ojciec Serhij był piłkarzem, matka Olga reprezentowała ZSRR na igrzyskach olimpijskich w pięcioboju i siedmioboju, a brat, także Sergei, poszedł w ślady ojca.
W grudniu 2013 roku poślubiła swojego trenera – Nino Severino.
W marcu 2014 roku poinformowała o zdiagnozowaniu u niej raka wątrobowokomórkowego. Zmarła 4 maja 2014 roku w swoim domu w Ipswich.

## Wygrane turnieje rangi ITF
| turnieje z pulą nagród 100 000 $ |
| turnieje z pulą nagród 75 000 $  |
| turnieje z pulą nagród 50 000 $  |
| turnieje z pulą nagród 25 000 $  |
| turnieje z pulą nagród 15 000 $  |
| turnieje z pulą nagród 10 000 $  |

### Gra pojedyncza
|     | Data       | Turniej    | Kat. | Finalistka       | Wynik            |
| 1.  | 14/07/2002 | Felixstowe | ITF  | Kelly Liggan     | 4:6, 6:2, 6:3    |
| 2.  | 28/07/2002 | Pampeluna  | ITF  | Virginie Pichet  | 6:2, 6:1         |
| 3.  | 16/10/2005 | Jersey     | ITF  | Daniela Kix      | 6:4, 6:4         |
| 4.  | 30/03/2008 | Jersey     | ITF  | Ana Vrljić       | 6:1, 6:3         |
| 5.  | 06/04/2008 | Torhout    | ITF  | Iveta Benešová   | 6:7(5), 6:1, 6:4 |
| 6.  | 26/04/2009 | Changwon   | ITF  | Junri Namigata   | 6:3, 6:1         |
| 7.  | 27/09/2009 | Shrewsbury | ITF  | Katie O’Brien    | 6:3, 4:6, 6:3    |
| 8.  | 14/02/2010 | Midland    | ITF  | Lucie Hradecká   | 5:7, 6:2, 6:3    |
| 9.  | 06/06/2010 | Nottingham | ITF  | Carly Gullickson | 6:2, 6:2         |
| 10. | 12/06/2011 | Nottingham | ITF  | Petra Cetkovská  | 7:5, 6:3         |
| 11. | 16/06/2013 | Nottingham | ITF  | Tadeja Majerič   | 7:5, 7:6(7)      |

### Gra podwójna
|    | Data       | Turniej    | Kat. | Partnerka            | Finalistki                       | Wynik               |
| 1. | 21/07/2002 | Valladolid | ITF  | Natacha Randriantefy | Leanne Baker Manisha Malhotra    | 6:2, 6:3            |
| 2. | 28/27/2002 | Pampeluna  | ITF  | Kelly Liggan         | Yvonne Doyle Susanne Trik        | 6:7(6), 7:6(1), 6:3 |
| 3. | 17/10/2004 | Sunderland | ITF  | Jane O’Donoghue      | Eva Fislová Stanislava Hrozenská | 6:1, 4:6, 6:2       |
| 4. | 25/09/2005 | Glasgow    | ITF  | Margit Rüütel        | Anne Keothavong Karen Paterson   | 6:3, 6:7(2), 6:2    |